# Nambaroo
Nambaroo (Немберу) — рід родини Белберових. Етимологія: родова назва походить від назви формації Намба, в якій вперше були відкриті види роду. Nambaroo приблизно були розмірів сучасної квоки. Рід відомий по ізольованим зубам, нижнім щелепам, фрагментам черепа. Видається що Nambaroo є нащадком Balbaroo та інших белберових.